# Welwitschiaceae
Welwitschiaceae, jedina biljna porodica u redu Welwitschiales kojoj pripada jedina živa vrsta Welwitschia mirabilis iz Namibijske pustinje, uz zapadnu obalu južne Afrike, oko 10 km od kopna.
O fosilnim vrstama zna se malo, a spominju se vrste Welwitschiophyllum brasiliense, Welwitschiella austroamericana i Welwitschiostrobus murili.